# 大発見
『大発見』（だいはっけん 英題：Discovery）は、2011年6月29日に発売された日本のバンド東京事変の5枚目のスタジオ・アルバム。発売元はEMIミュージック・ジャパン/Virgin Music。

## 概要
本作は前作『スポーツ』より約1年4ヶ月ぶりとなるスタジオ・アルバム。既発の両A面シングル「空が鳴っている/女の子は誰でも」収録曲と配信限定シングル「天国へようこそ」と「ドーパミント!」のアルバム・バージョンを含む13曲にボーナス・トラックとして配信シングル版「天国へようこそ」を加えた全14曲を収録。
アルバムタイトルの『大発見』は前作までと同様に椎名林檎の発案によるもの。椎名が口にした『大』のついたタイトルという思い付きに対し、一度はチャネル縛りを忘れて『大』が付く言葉を出し合ったが、椎名が『大発見』ならディスカバリーチャンネルに繋がると気付き、最終的にそれに決まった。前作までのチャンネル縛りというマナーこそ踏襲したものの、アルバムのコンセプトに“スタンダード”、“プリミティブ”、“バック・トゥ・ルーツ”といった多くのセンテンスを内包している点などがそれまでのアルバムとは異なる。椎名曰く「チャンネル縛りの起承転結の結を目指した」ということで、第二期東京事変における起である『大人 (アダルト)』、承の『娯楽 (バラエティ)』、転の『スポーツ』ときて、結びの結にあたる本作には、それまでのアルバムのすべての要素が入っている。それまでの活動を総括した、東京事変としては一度ここで完結するというまとめのアルバム。
“大いなる発見”というテーマの下に集まった楽曲は刄田綴色以外の4人（椎名林檎、浮雲、伊澤一葉、亀田誠治）が作曲クレジットに名を連ね（作詞は1曲を除いてすべて椎名）、しかもうち5曲は共作曲となっている。すべての曲を『大発見』とするために全員の持っている力を総動員した結果、自然と共作が多くなった。しかし、それ以上にいずれの曲も作者の個性が前に出過ぎることがなくすべてバンドとしての曲になっており、メンバー曰く「一回曲を提出したらそこからは自分の手を離れて曲はバンドのもの」「クレジット上では誰かと誰かという表記になっていてもすべての曲に事変全員としての共作感がある」とのこと。
サウンドメイキングはポップスからビートパンク、グラムロック、ジャズ、シャンソン、アフロビート、ブルースロック、ビッグバンドなど多彩。
収録曲のタイトルはサブタイトルを除くと全て全角7文字に揃えられている。
初回生産分のみ、大発見スリーブケース仕様。

## 制作の背景
制作期間は2010年10月から2011年5月まで。2010年10月初旬、皆で持ち寄ったデモの視聴会で収録曲を選曲し、プリプロダクションを経てレコーディングを開始。制作は年をまたいで2011年2月まで行われたが、2月の刄田の不祥事によるバンドの活動休止と3月の東日本大震災の影響で、4月初旬まで一時制作がストップした。
日頃「録って出しのストックなし」を売りにしている椎名林檎の関連作品には珍しく、本作では収録曲に対してプリプロダクションやレコーディングした曲数が多い。候補曲も約30曲あった。
本作では初めてプリプロダクションの段階からPro Toolsを使用し、曲の断片をすべて記録していった。毎回それぞれのパートのアレンジを本番のレコーディングと同クオリティの音像で持ち帰った各メンバーが自分のプレイや楽曲の全体像を十二分に把握出来たため、スタジオの回数を重ねるごとに多くの要素を持ち込んで積み上げることが可能になった。メンバー全員がこれほど長時間顔を突き合わせて作業したのは初めてのことで、そのことで全体を非常に緻密に作り上げることができた。
前作に引き続き、椎名はタイアップ曲以外はあまり楽曲を提出せず、『大』のつくタイトル通りアルバム自体を大きなものにしようとして少し引いた位置からバンド全体を見ていた。そのためには伊澤がどういう曲を書いてくるかが要点だとイメージしていたため、伊澤の書いたものを助作することに注力した。
普段はあまり曲を持ってこない亀田誠治はいつになく制作意欲にかられ、5曲の候補曲を持ち込んでいる。
今回浮雲は作家としては波に乗れず、曲の持ち込みも少なかった。その分、ギタープレイに力を入れている。前作「スポーツ」においてスタンダードでロック的なパワーコードなどそれまで弾かなかったフレーズを解禁した彼は、本作でも以前は避けていたいかにもギターらしいギターを弾くなどギタリストとして硬軟さまざまな手札を切っている。一方、提供曲については、他の曲はメンバー全員で形作っていくことが多かったのに対し、彼の曲はポップではないせいか他のメンバーがあまり口を出してこなかった。
伊澤一葉は普段通りもっとも多くの曲を持ち込み、収録曲でも椎名・亀田との共作を含めるとメンバー最多の7曲にクレジットされている。本作では鍵盤での音作りを避け、ほとんどの曲をギターで作っている。「絶対値対相対値」「新しい文明開化」「空が鳴っている」「風に肖って行け」ではレコーディングでもギターを演奏している。それまでのアルバムではある程度のリフやフレーズを前もって準備していたが、今作ではあえて用意しなかった。他のメンバーが演奏したり椎名が歌ったりするメロディに自分がどう瞬間的に反応して何を弾くかなど即興の可能性を見てみたくて、その場で弾いて生まれるものを試した。
前作までリズム隊という概念を嫌っていた刄田綴色は今作では考えを改め、亀田と決めのポイントを合わせる形での、それまで東京事変では見られなかったベースとドラムで生み出すリズム隊然とした王道のグルーブを生み出している。亀田とのやり取りが変わり、それまで相手の意図を聞き合うだけだったのがアイデアを提示し合うようになった。

## 収録曲

### 各曲解説
1. 天国へようこそ For The Disc（Where's Heaven For The Disc）
配信限定シングルのアルバムバージョン。歌詞はオリジナルとは異なる日本語詞で、BPM・アレンジ・曲構成等も変更されている。
この曲ではドラムではなく木製の箱を打楽器として使用している[注 3][16]。刄田が箱を左足で蹴ってツー・バスを右足で踏んで演奏し、椎名と伊澤が木の板[注 4]を相撲の四股のように踏んで音を出している[6]。
2. 絶対値対相対値（Relative vs. Absolute）
6月13日より着うた・着うたフルが先行配信された。
伊澤が書いてきた曲に自分に寄せてきた曲だと感じた椎名が手を加えて完成した曲で、ギターソロのために空けておいた小節に歌を加えるなどしている[6]。
歌詞は椎名が初期の作品である「丸ノ内サディスティック」や「積木遊び」のように手癖やでたらめな瞬発力で書き上げた[17]。
3. 新しい文明開化（Brand New Civilization）
東京メトロCMソング。5月20日より着うた、6月1日より着うたフルが先行配信された。
本作のリード曲であり、ミュージック・ビデオが制作され、本アルバムのTVCMにも使用された。
一旦は「ポップスとして違う気がする」として伊澤が引っ込めようとしていた曲を椎名が引き取り、楽器へのアプローチはそのまま残してボーカルの面から変えて完成させた曲[6]。
4. 電気のない都市（City Without Electricity）
6月13日より着うた・着うたフルが先行配信された。
タイトルは「でんきのないまち」と読む。
いつも通りに手を振って別れた家族や友人にもう会えないかもしれないと考えるなど、椎名がそれまでになかったほど強く死を意識した曲[17]。曲自体は東日本大震災前からあったが、椎名が曲のイメージをつかめず手つかずだった。しかし震災後の計画停電が行われた日、さいたま新都心付近の灯りがすべて消えてしまった光景を見たときにイントロのピアノが聴こえてきて、これは逃さず形にしなければと思って歌詞を書き上げて完成させた[6]。
5. 海底に巣くう男（Regardez Moi）
アルバム収録の7、8年前に書かれていた曲で、椎名が気に入って以前からやりたいと言っていた[6][11]。
6. 禁じられた遊び（Jeux Interdits）
6月13日より着うた・着うたフルが先行配信された。
「新しい文明開化」同様、レコーディング当日まで伊澤が悩んでいた曲に、歌入れ中だった椎名が歌詞と同時に大サビのメロディラインを作って完成させた曲[6]。
のちに椎名が自身のソロライブでも幾度か披露した。
7. ドーパミント! BPM103（Dopa-Mint! BPM103）
配信限定シングル「ドーパミント!」のアルバムバージョン。
歌詞中の「BPM119」と「BPM238」が、それぞれ「BPM103」と「BPM206」に変更されている。
伊澤のデモからキャバレー的な明るいエロティシズムを連想した椎名が手こずりながら歌詞を書いた曲[17]。
8. 恐るべき大人達（Les Adultes Terribles）
初めて椎名が亀田の作品に参加した曲。AOR的なアレンジは亀田の作った形のままで、椎名が歌メロを変えたり元のAメロをギターリフに変更したりして完成させた[6]。
9. 21世紀宇宙の子（Child Of The 21st Century Universe）
6月13日より着うた・着うたフルが先行配信された。
ストックのなかから、マスタリング直前に急遽収録が決まった楽曲[17][18]。
本来は震災後のチャリティ曲として想定されていたが椎名がどうしても歌詞を書くことができずに外されていた[注 5][17]。
亀田が持ち込んだデモに伊澤がBメロを補完して完成した曲[18]。当初は亀田のみの作曲で、亀田が引っ込めようとしていたものを伊澤が引き取り、Bメロとリフを加えて完成させた[6]。それにともない、仮タイトルも亀田の付けた「16 -シックスティーン-」から「16 -ブレンド-」へと伊澤が変更した。
10. かつては男と女 （Un Homme Et Une Femme）
本作のための書き下ろし曲[6][11]。
11. 空が鳴っている（Reverberation）
7枚目の両A面シングル1曲目。
江崎グリコ「ウォータリングキスミント」CMソング。
12. 風に肖って行け（Go With The Wind）
13. 女の子は誰でも（Fly Me To Heaven）
7枚目の両A面シングル2曲目。
資生堂「マキアージュ」CMソング。
本作収録曲では唯一服部隆之による編曲で、メンバー以外の演奏者も参加している。
14. 天国へようこそ For The Tube（Where's Heaven For The Tube）
ボーナス・トラックとして収録された配信限定シングル。表記は変更されているがオリジナルバージョンが収録されている。
テレビ朝日系ドラマ『熱海の捜査官』主題歌。

### 楽曲クレジット
作曲クレジットで先に名前が載っている人間がその楽曲のモチーフとなるデモを提出している。
- 演奏：東京事変（M-13を除く）、東京マジカルビッグバンド（M-13）

| #         | タイトル                                            | 作詞      | 作曲              | 編曲      | 時間  |
| --------- | --------------------------------------------------- | --------- | ----------------- | --------- | ----- |
| 1.        | 「天国へようこそ For The Disc」                     | 椎名林檎  | 椎名林檎          | 東京事変  | 3:01  |
| 2.        | 「絶対値対相対値」                                  | 椎名林檎  | 伊澤一葉 椎名林檎 | 東京事変  | 3:01  |
| 3.        | 「新しい文明開化」                                  | 椎名林檎  | 伊澤一葉 椎名林檎 | 東京事変  | 4:31  |
| 4.        | 「電気のない都市」                                  | 椎名林檎  | 伊澤一葉          | 東京事変  | 4:17  |
| 5.        | 「海底に巣くう男」                                  | 浮雲      | 浮雲              | 東京事変  | 4:09  |
| 6.        | 「禁じられた遊び」                                  | 椎名林檎  | 伊澤一葉 椎名林檎 | 東京事変  | 4:00  |
| 7.        | 「ドーパミント！ BPM103」                           | 椎名林檎  | 伊澤一葉          | 東京事変  | 2:44  |
| 8.        | 「恐るべき大人達」                                  | 椎名林檎  | 亀田誠治 椎名林檎 | 東京事変  | 4:39  |
| 9.        | 「21世紀宇宙の子」                                  | 椎名林檎  | 亀田誠治 伊澤一葉 | 東京事変  | 3:22  |
| 10.       | 「かつては男と女」                                  | 椎名林檎  | 浮雲              | 東京事変  | 3:31  |
| 11.       | 「空が鳴っている」                                  | 椎名林檎  | 亀田誠治          | 東京事変  | 3:49  |
| 12.       | 「風に肖って行け」                                  | 椎名林檎  | 伊澤一葉          | 東京事変  | 2:36  |
| 13.       | 「女の子は誰でも」                                  | 椎名林檎  | 椎名林檎          | 服部隆之  | 3:53  |
| 14.       | 「天国へようこそ For The Tube」(ボーナス・トラック) | 椎名林檎  | 椎名林檎          | 東京事変  | 3:01  |
| 合計時間: | 合計時間:                                           | 合計時間: | 合計時間:         | 合計時間: | 50:44 |

### 演奏
| - レコーディング&ミキシング・エンジニア：井上雨迩 東京事変 - リードボーカル、コーラス&MIDI：椎名林檎 - キーボード、ギター（#2, 3, 11, 12）&コーラス：伊澤一葉 - ギター&コーラス：浮雲 - ベース：亀田誠治 - ドラムス&パーカッション：刄田綴色 | 東京マジカルビッグバンド - ボーカル、キーボード、ギター、ベース、ドラム：東京事変 - トランペット：西村浩二、菅坡雅彦、小林正弘 - トロンボーン：広原正典、鹿討奏、野々下興一 - アルトサックス：ボブ・ザング - テナーサックス：吉永寿 - バリトンサックス：上里稔 - フルート：高桑英世 - パーカッション：川瀬正人、藤井珠緒 - ハープ：朝川朋之 - 指揮：服部隆之 |